# Ameiurus melas

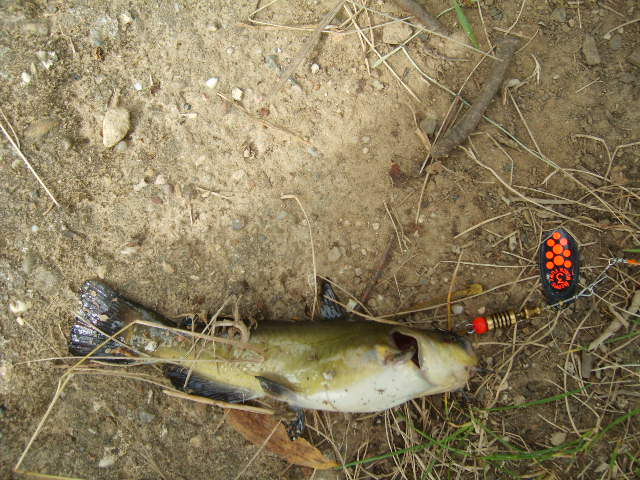
Một con cá câu được

Cá da trơn đen (Danh pháp khoa học: Ameiurus melas) là một loài cá da trơn trong họ cá nheo Bắc Mỹ Ictaluridae, giống như cá tra cá đối khác, nó có khả năng để phát triển mạnh ở các vùng biển có ít oxy, nước lợ, đục hoặc rất ấm áp. Nó cũng có râu ở gần miệng của nó, một cái đầu rộng, vây gai và không có vảy. Nó có thể được phân biệt với các loại cá đầu bò khác như râu có màu đen vây đuôi của nó là cắt ngắn (bình phương ra ở các góc).
Giống như hầu như tất cả cá da trơn, nó là động vật hoạt động về đêm, thích ăn vào ban đêm, mặc dù những con non sẽ ăn trong ngày. Trọng lượng trưởng thành trung bình đang ở trong một phạm vi hai pound, và hầu như không bao giờ lớn như bốn pound. Nó có chiều dài trung bình từ 8-14 inch, với các mẫu vật lớn nhất là 24 inches, làm cho nó là loài lớn nhất của nhóm cá da trơn đầu bò. Nó thường là có màu đen hoặc màu nâu sẫm ở phía lưng của thân và màu vàng hoặc màu trắng ở phía bụng. 

## Đặc điểm
Giống như hầu hết các cá da trơn đầu bò (và ngay cả những người anh em là cá trê đầu bẹt), nó có một phương vây, đuôi, đó là khác biệt so với đuôi chẻ nhánh, nó đang thích nghi với cuộc sống dưới đáy. Màu sắc của nó sẽ phụ thuộc vào khu vực nơi mà nó đang ở, nhưng nói chung là tối hơn nâu hoặc màu vàng. Chúng sẽ thường có 21-24 tia mềm qua vây hậu môn của nó như là trái ngược với 17 đến 21.
Chúng được tìm thấy trên khắp vùng nội địa Hoa Kỳ, thường ở các vùng nước tù đọng hoặc di chuyển chậm với đáy mềm. Chúng đã được biết đến để tụ tập trong không gian hạn chế, chẳng hạn như các hồ hoặc dưới đập. Chúng là những con cá rất dễ tính, và có thể sống trong nước bùn, với nhiệt độ ấm hơn và trong nước có nồng độ thấp hơn của oxy, giảm sự cạnh tranh từ các loài cá khác. Chúng còn là một loài xâm lấn trong phần lớn châu Âu. 

## Tập tính
Chúng ăn tạp - sẽ ăn hầu như bất cứ thứ gì, từ ngũ cốc và thực vật khác đến côn trùng, cá chết hoặc sống và động vật giáp xác. Chúng có mõm ngắn, nhọn, răng hình nón, hình thành trong nhiều hàng, chúng có cơ thể đen không có vảy; thay vào đó, họ có khoảng 100.000 thụ hương vị đặt trên tất cả các cơ quan. Nhiều người trong số này nằm trên râu gần miệng. Các thụ thể giúp cá để xác định thực phẩm trong môi trường sống đen tối. Trong mùa đông, cá sẽ làm giảm lượng thức ăn, và có thể ngừng ăn tất cả cùng nhau.
Thay vào đó, chúng sẽ chôn mình quanh đường bờ hồ, chỉ có mang tiếp xúc. Điều này gọi là "ngủ đông" cho phép chúng tồn tại điều kiện oxy thấp và nhiệt độ thấp. Chúng sẽ bắt đầu đẻ trứng vào tháng Tư và tiếp tục đến tháng Sáu. Những con cái sẽ múc ra một lỗ nhỏ hoặc trầm cảm ở tầng hồ và sẽ đặt bất cứ nơi nào 2.000-6.000 trứng. Các con đực thụ tinh cho trứng, sau đó chăm sóc. Khi trứng nở một tuần sau đó, cả hai cha mẹ sẽ dõi theo các con trong một thời gian ngắn. 